# Liste der Straßen in Oberhausen-Buschhausen
Die Liste der Straßen in Oberhausen-Buschhausen beschreibt das Straßensystem im Oberhausener Stadtteil Buschhausen mit den entsprechenden historischen Bezügen.

## Überblick
In Buschhausen leben 8533 Einwohner (Stand: 31. Dezember 2012) auf einer Fläche von 4,81 km². Buschhausen bildet mit der Schwarzen Heide, dem südlichen Teil Biefangs sowie dem Westen von Alsfeld den Postleitzahlenbezirk 46149.
Der Stadtteil wird – im Norden beginnend – im Uhrzeigersinn folgendermaßen begrenzt: Beerenstraße zu Biefang, Emscher, Bayernstraße, Kleestraße zur Schwarzen Heide, ÖPNV-Trasse Oberhausen zu Sterkrade-Mitte, Bundesautobahn 516 zu Osterfeld-Heide, Bahnstrecke Duisburg–Quakenbrück und Bahnstrecke Oberhausen–Arnhem zur Neuen Mitte, Rhein-Herne-Kanal (ohne Westfriedhof) zu Lirich, Stadtgrenze zum Duisburger Stadtteil Neumühl. Somit werden in diesem Artikel auch die MAN-Turbo-Werke als dem Stadtteil Buschhausen zugehörig angesehen, obwohl sie bisweilen auch zu Sterkrade-Mitte gezählt werden. Ein Großteil von Buschhausen wird durch Gewerbe- und Industriegebiete eingenommen, insbesondere im Südosten (Buschhausener Straße, Lindnerstraße).
In Buschhausen gibt es 63 benannte Verkehrsflächen, darunter kein Platz, aber ein Park. Davon befinden sich acht Straßen nur teilweise im Stadtteil:

Die Lindnerstraße durchquert den Stadtteil aus Neumühl kommend bis in die Neue Mitte,
Hagelkreuzstraße und Wolframstraße werden nur in Duisburg-Neumühl fortgesetzt, die Beerenstraße bildet die Grenzstraße zu Biefang. Mecklenburger, Bayern- und Neugahlener Straße führen weiter in die Schwarze Heide und die Buschhausener Straße nach Lirich.
Durch Buschhausen verläuft die Bundesautobahn 42, deren Ausfahrt 9 „Oberhausen-Buschhausen“ sich am südlichen Stadtrand befindet, und die westlich von Buschhausen die Bundesautobahn 3 im Autobahnkreuz Oberhausen-West kreuzt. Im äußersten Osten Buschhausens liegt die Bundesautobahn 516 mit ihrer Ausfahrt 3 „Oberhausen-Eisenheim“.
Außerdem gibt es in Buschhausen folgende Landes- und Kreisstraßen:
- Landesstraße 215: (aus Lirich kommend) – Buschhausener Straße – Friesenstraße – Beerenstraße –(weiter in Biefang)
- Kreisstraße 3: Lindnerstraße – (weiter in der Neuen Mitte)
- Kreisstraße 10: (als K10 aus Neumühl) – Thüringer Straße – Mecklenburger Straße – (weiter in der Schwarzen Heide)

Sehr viele Straßen sind Teil von Themengruppen. Hierzu gehören:
- Lippeorte im Forsterbruch: Gartroper Straße, Hünxer Straße, Neugahlener Straße
- deutsche Länder und Volksgruppen im östlichen Buschhausen und Forsterbruch: Alemannenstraße, Bayernstraße, Friesenstraße, Mecklenburger Straße, Schwabenstraße, Thüringer Straße (dazu Badenstraße, Braunschweigstraße, Hessenstraße, Holsteinstraße, Oldenburger Straße, Pommernstraße, Preußenstraße, Sachsenstraße, Württembergstraße in der Schwarzen Heide)
- Figuren aus dem Nibelungenlied: Brunhildstraße, Etzelstraße, Fafnerstraße, Gudrunstraße, Hagenstraße, Krimhildstraße, Siegfriedstraße
- Philosophen: Fichtestraße, Leibnizstraße, Paulsenstraße, Schleiermacherstraße, Schopenhauerstraße (dazu Hegelstraße in der Schwarzen Heide und ehemalige Spinozastraße)
- Dichter und Philologen im Westen: Grimmstraße, Rückertstraße, Simrockstraße (ehemals Uhlandstraße, dazu ehemalige Schillerstraße)
- Bezug zur eisenverarbeitenden Industrie im Süden: Hammerstraße (dazu ehemalige Amboßstraße, Eisenstraße, Schlägelstraße, Stahlstraße)

Eine Besonderheit findet sich noch im Westen Buschhausens. Mit der Simrockstraße wird sowohl ein Bezug zum Nibelungenlied hergestellt, denn Karl J. Simrock brachte die erfolgreichste Übersetzung des mittelalterlichen Heldenepos heraus, als auch eine weitere Themengruppe eröffnet, diejenige der Dichter und Philologen.
Auch die Siegmundstraße ist, wohl in Bezug auf die Siegfriedstraße benannt, mit der Themengruppe „Nibelungenlied“ verbunden.

## Übersicht der Straßen und Plätze
Die nachfolgende Tabelle gibt eine Übersicht über die vorhandenen Straßen, Wege und Plätze im Stadtteil sowie einige dazugehörige Informationen.
- Name: aktuelle Bezeichnung der Straße oder des Platzes.
- Länge/Maße in Metern:
- Die in der Übersicht enthaltenen Längenangaben sind gerundete Übersichtswerte, die in Google Earth mit dem dortigen Maßstab ermittelt wurden. Sie dienen Vergleichszwecken und werden, sofern amtliche Werte bekannt sind, ausgetauscht und gesondert gekennzeichnet.
 Bei Plätzen sind die Maße in der Form a × b angegeben.
- Der Zusatz im Stadtteil gibt an, dass die Länge die des Straßenabschnitts innerhalb Buschhausens ist, sofern die Straße in benachbarte Stadtteile weitergeführt wird.
- Der Zusatz ohne Stichstraßen gibt bei verzweigten Straßen die Länge der „Hauptstraße“ an.
- Der Zusatz (alle Straßenabschnitte zusammen) gibt an, dass die Straße so verwinkelt ist, dass keine „Hauptstraße“ besteht. Stattdessen wird die Länge aller Straßenabschnitte zusammengezählt.
- Herleitung: Ursprung oder Bezug des Namens
- Anmerkungen: zusätzliche Informationen
- Bild: Foto der Straße oder eines anliegenden Objekts

| Name                             | Länge/Maße (in Metern)    | Herleitung                                                                                       | Datum der Benennung | Bemerkungen | Bild                                                          |
| -------------------------------- | ------------------------- | ------------------------------------------------------------------------------------------------ | ------------------- | --- | ------------------------------------------------------------- |
| Alemannenstraße                  | 190                       | Alemannen, Volksgruppe                                                                           | um 1910             | Die Alemannenstraße ist wie einige umgebende Straßen nach einer deutschen Volksgruppe benannt. Sie führt als Fortführung der Bachstraße hinter der Friesenstraße ostwärts bis zur Emscher. Auf der anderen Flussseite schließt die Forsterbruchstraße an, mit der sie bis zum Bau der heutigen Emscher verbunden war und deren Namen sie bis dahin trug. |                                                               |
| Am Winningshof                   | 270                       | Winningshof, alter Bauernhof                                                                     |                     | Die Straße Am Winningshof ist die Fortsetzung der Straße Elsenkamp in Neumühl und endet an der Westmarkstraße. Sie hat ihren Namen von einem alten Bauernhof. |                                                               |
| Bachstraße                       | 850 mit Stichstraßen 1900 | ehem. Bäche in den Sterkrader Bruchgebieten                                                      |                     | Nach den drei ehemaligen Bachläufen Nordbeeck, Südbeeck und Forstgraben, die von den Sterkrader Bruchgebieten durch Buschhausen in die Emscher flossen, trägt die lange Verbindung von Skagerrak- und Friesenstraße ihren Namen. Hinter der Friesenstraße wird sie als Alemannenstraße fortgesetzt. Einige Stichstraßen mit Reihenhäusern im Westen der Bachstraße tragen denselben Namen. |                                                               |
| Bayernstraße                     | 350 im Stadtteil          | Bayern, deutsches Land                                                                           |                     | Die Bayernstraße ist wie einige andere Straßen der Umgebung nach einem deutschen Land benannt. Sie liegt nördlich der Emscher und bildet dort die westliche Grenze zwischen der Schwarzen Heide und Buschhausen. Bis zur Kleestraße liegen einige Häuser an ihr auf Buschhausener Gebiet. Ursprünglich trug sie den Namen Sterkradestraße, in Sterkrade Buschhausenstraße. |                                                               |
| Beeckerortstraße                 | 400                       | Ortslage, von Beeck aus gegründet                                                                |                     | Die Beeckerortstraße liegt im Forsterbruch, dem Osten von Buschhausen auf der rechten Seite der Emscher. Diese Gegend gehörte früher zu den Oberhöfen Hamborn und Beeck, die hier Rodungen zur Ansiedlung von Höfen unternahmen. Daher entstand der Name „Beeckerort“. Die Straße quert die Lattenkampstraße und endet an der Emscher. |                                                               |
| Beeckstraße                      | 140 im Stadtteil          | Beeck, Stadtteil von Duisburg                                                                    | 1937                | Die Beeckstraße führt aus Biefang zum Duisburger Stadtteil Beeck und trägt daher ihren Namen. Ursprünglich zweigte sie an der Emscher von der Friesenstraße ab, kreuzte die Beerenstraße und führte auf Buschhausener Gebiet nach Duisburg, durch den Autobahnbau ist der Straßenzug heute getrennt. Bis 1937 hieß das westliche Stück der Straße Ruhrorter Straße, während der östliche Teil der Hülskathstraße zugeordnet war. |                                                               |
| Beerenstraße                     | 320 im Stadtteil          | Bewachsung mit Beerensträuchern                                                                  |                     | Früher wuchsen hier an den Straßenrändern Brombeeren, nach denen dann die Straße benannt wurde. Die Straße kommt aus Biefang, überquert die Emscher und wird in der Schwarzen Heide fortgeführt. Bis 1903 hieß die Straße Grenzweg, da sie die Ämter Holten (Biefang) und Beeck (Buschhausen) trennte. |                                                               |
| Brinkstraße                      | 600                       | Brink, hoch gelegener Platz, Hügel oder Wiesenstelle                                             |                     | Die Brinkstraße ist die Fortsetzung der Lehmbachstraße südlich der Bachstraße und führt bis zur Lindnerstraße. Sie ist nach dem Wort „Brink“ für einen hoch gelegenen Platz, einen Grasrain, Grashügel oder eine feuchte Wiesenstelle benannt. Zwischen Brink- und Lehmbachstraße lag früher der Kleinebrinks-Hof. |                                                               |
| Brunhildstraße                   | 60                        | Brunhild, Figur aus dem Nibelungenlied                                                           |                     | Die Brunhildstraße ist wie einige Straßen in Buschhausen nach einer Figur aus dem Nibelungenlied benannt, nämlich nach der nordischen Königin und Gegnerin Siegfried des Drachentöters. Sie ist eine winzige Stichstraße zur Simrockstraße, an der nur ein Haus liegt. |                                                               |
| Buschhausener Straße             | 1900 im Stadtteil         | nach Buschhausen selbst benannt                                                                  | 1945                | Die Buschhausener Straße führt von der Oberhausener Innenstadt durch Lirich nach Buschhausen und ist daher nach dem Ort selbst benannt. In Buschhausen führt sie zunächst durch das große südöstliche Gewerbegebiet am Gelände der STOAG vorbei und trifft dann im weiteren Verlauf auf die Friesenstraße, deren Namen sie ab der Kreuzung Friesen-/Bach-/Alemannenstraße trägt. Ursprünglich (1846) wurde sie Mathildenstraße genannt, 1918 Ludendorffstraße, seit 1945 Buschhausener Straße. |                                                               |
| Buschmannsfeld                   | 800                       | Feld des Bauern Buschmann                                                                        |                     | Der wichtigste Hof in Buschhausen war der Buschmannshof, nach dem der Ort, der ursprünglich „Holthausen“ hieß, Buschhausen benannt wurde. Das Buschmannsfeld führt durch die Felder des Bauern Buschmann im Süden, von der Lindnerstraße parallel zur Westmarkstraße bis hinter die Hagelkreuzstraße. Bis 1908 hieß sie im südlichen Teil Bergmannstraße. |                                                               |
| Casinopark                       | 70 × 50                   | ehem. Landwirtschaftliches Casino Buschhausen                                                    |                     | Der Casinopark ist ein Park zwischen Mecklenburger, Von-Schelling- und Friesenstraße, der nach dem „Landwirtschaftlichen Casino Buschhausen 1877“, einer Vereinigung von Landwirten und Köttern zur Veranstaltung von jährlichen Erntedankfeiern, Ausstellungen, Pferdeturnieren und -rennen, benannt. Das letzte Pferderennen zwischen der alten Emscher und der Bahnstrecke Oberhausen-Walsum fand 1954 statt. |                                                               |
| Diepenbruckstraße                | 350                       | „Diepenbruck“, tief gelegenes Bruchgebiet                                                        | 1914                | Die Diepenbruckstraße führt zwischen Lanter- und Fichtestraße parallel zum Emscherdamm durch ein ehemals tiefliegendes, nasses Gelände, das auf einer Karte von 1868 als „Diepenbruck“ bezeichnet wird. Vor 1914 trug die Straße den hochdeutschen Namen Tiefenbruchstraße. |                                                               |
| Eichenstraße                     | 850                       | Eichen, Baumgattung                                                                              |                     | Die Eichenstraße führt von Rothofstraße im Forsterbruch, dem Osten Buschhausens auf der rechten Seite der Emscher, durch weitgehendes unbesiedeltes Gelände am Grafenbusch entlang, der viele Eichenbäume aufweist, bis zur Werthfeldstraße in Osterfeld-Heide. |                                                               |
| Emschertalstraße                 | 550                       | Tal der Emscher                                                                                  | nach 1903           | Die Emschertalstraße liegt zwar in Buschhausen im Tal der Emscher, allerdings zentral im südöstlichen Gewerbegebiet zwischen Lindner- und Hagelkreuzstraße. Früher führte sie tatsächlich nordwärts weiter bis zur Emscher, weswegen sie ihren Namen trägt. Um 1903 hieß sie Emscherstraße. |                                                               |
| Etzelstraße                      | 280                       | Attila, auch genannt Etzel, König der Hunnen, Figur aus dem Nibelungenlied                       |                     | Wie einige Straßen in Buschhausen ist die Etzelstraße nach einer Figur aus dem Nibelungenlied benannt, nämlich nach dem hunnischen König, der die Ermordung Siegfrieds des Drachentöters rächte. Die Straße ist eine schmale Verbindung von Thüringer und Bachstraße. |                                                               |
| Fafnerstraße                     | 150                       | Fafner, Drache aus dem Nibelungenlied                                                            |                     | Wie einige Straßen in Buschhausen ist die Fafnerstraße nach einer Figur aus dem Nibelungenlied benannt, nämlich dem Hüter des Goldschatzes, der vom Siegfried getötet wurde, der seitdem den Beinamen des „Drachentöters“ trug. Die Straße ist eine kurze Verbindung von Thüringer und Hagenstraße. |                                                               |
| Feldstraße                       | 550                       | führte früher durch Felder                                                                       |                     | Die Feldstraße trägt ihren Namen daher, dass sie früher durch Felder führte. Sie verbindet parallel zur Emschertalstraße Hagelkreuz- und Lindnerstraße. |                                                               |
| Fichtestraße                     | 210                       | Johann Gottlieb Fichte, 1762–1814, deutscher Philosoph                                           |                     | Einige Straßen in der Umgebung sind nach deutschen Philosophen benannt. Die Fichtestraße führt von der Friesenstraße zur Diepenbruckstraße. Hier befindet sich die katholische Kirche Christ König, seit 2000 Sitz der Jugendkirche Tabgha. | Christ-König-Kirche (Jugendkirche Tabgha) an der Fichtestraße |
| Forsterbruchstraße               | 450                       | Forsterbruch, Bruch- und Waldgebiet                                                              |                     | Die Forsterbruchstraße führt durch den Forsterbruch, den Osten von Buschhausen auf der rechten Seite der Emscher. Mit dem Bau der Gutehoffnungshütte ist der überwiegende Teil des ehemaligen Bruch- und Waldgebiets verloren gegangen. |                                                               |
| Friedrich-Wilhelm-Wiegand-Straße | 100                       | Friedrich Wilhelm Wiegand, 1878–1953, Oberhausener Industrieunternehmer                          |                     | Die Friedrich-Wilhelm-Wiegand-Straße ist nach dem Oberhausener Unternehmer benannt, der die Contilack- und Farbwerke Friedrich Wilhelm Wiegand-Söhne gründete. Sie ist eine kurze Stichstraße zur Feldstraße im südöstlichen Gewerbegebiet. |                                                               |
| Friesenstraße                    | 1200                      | Friesen, germanischer Volksstamm                                                                 | 1945                | Wie einige Straßen in der Umgebung ist die Friesenstraße nach einem deutschen Volksstamm benannt. Sie durchquert Buschhausen von Norden nach Süden, mit Beginn an der Beerenstraße, und mündet in die Buschhausener Straße. In südöstlicher Richtung wird sie als Seitenstraße allerdings noch bis hinter die Hünxer Straße fortgeführt. An der Friesenstraße liegt der Standort Friesenstraße der Grundschule Buschhausen (bis 2009 Hegelschule). Die Kreuzung Thüringer/Friesenstraße wird als Zentrum Buschhausens bezeichnet und die dortige Bushaltestelle trägt den Namen „Buschhausen Mitte“. Bis 1933 hieß die Straße Nordoberhausener Straße, von 1937 bis 1945 Ernst-Weinstein-Straße.       |                                                               |
| Gartroper Straße                 | 250                       | Gartrop, Ort an der Lippe                                                                        |                     | Viele Männer aus Orten an der Lippe haben in Sterkrade und Umgebung Arbeit gefunden und sich dort niedergelassen. Daher sind die Gartroper Straße, die Hünxer Straße und die Neugahlener Straße nach Lippeorten benannt. Die Gartroper Straße führt von der Neugahlener Straße zur Forsterbruch- und Rosastraße, im Osten von Buschhausen. Es befindet sich kein Haus an der Straße. |                                                               |
| Gottfriedstraße                  | 70                        | Gottfried, männlicher Vorname                                                                    | 1935                | Die Gottfriedstraße liegt als Stichstraße zur Lindnerstraße direkt an der katholischen St.-Josef-Kirche und ihrem Friedhof. Bis 1935 trug sie den Namen Friedenstraße, wohl in Anlehnung daran erhielt sie im Rahmen der Umbenennungen nach der Eingemeindung von Sterkrade nach Oberhausen den heutigen Namen. |                                                               |
| Graf-Zeppelin-Straße             | 300                       | Ferdinand Graf von Zeppelin, 1838–1917, deutscher Luftschiffpionier                              | 1996                | Die Graf-Zeppelin-Straße liegt im südöstlichen Gewerbegebiet und ist eine Stichstraße zur Lindnerstraße, deren Namen sie bis 1996 auch trug. |                                                               |
| Grimmstraße                      | 100                       | Jacob (1785–1863) und Wilhelm Grimm (1786–1859), deutsche Sprachwissenschaftler und Volkskundler |                     | Die Grimmstraße ist eine kurze Stichstraße zur Simrockstraße. Möglicherweise ist sie in Anlehnung daran nach den Brüdern Grimm benannt worden, denn Simrock war ebenfalls ein Germanist und Lyriker, der sich wiederum intensiv mit dem Nibelungenlied beschäftigt hat. Das stellt eine Verbindung zur großen Straßengruppe der Namen von Figuren des Nibelungenlieds dar. |                                                               |
| Gudrunstraße                     | 140                       | Gudrun, Figur aus dem Nibelungenlied                                                             |                     | Wie einige Straßen in Buschhausen ist auch die Gudrunstraße nach einer Figur aus dem Nibelungenlied benannt, die eine große Rolle im Gudrunlied spielt, das als Gegenentwurf zum und zweites großes mittelalterliches Heldenepos neben dem Nibelungenlied gesehen wird. Die Gudrunstraße ist eine kurze Stichstraße zur Thüringer Straße, die eine direkte Fußwegverbindung zur Krimhildstraße aufweist. |                                                               |
| Hagelkreuzstraße                 | 850                       | Buschhausener Hagelkreuz                                                                         |                     | Das steinerne Buschhausener Hagelkreuz wurde 1772 auf der Ecke zur Westmarkstraße von den Bauern Feldmann, Balte, Holthaus, Hagemann, Fürstmann und Krumpen sowie den Bauern der Brinkhöfe errichtet und wurde 1963 erneuert. Es ist nicht mit dem Sterkrader Hagelkreuz zu verwechseln, zu dem auch heute noch alljährlich eine Prozession stattfindet. Früher war aber auch das Hagelkreuz zwar nicht Ziel, aber zumindest Segensstelle bei Prozessionen und dient als solche zuweilen auch heute noch. Die Hagelkreuzstraße führt aus Neumühl kommend bis ins südöstliche Gewerbegebiet, wo sie kurz vor der Bundesautobahn 42 endet.                                                               | Hagelkreuz an der Hagelkreuz-/Westmarkstraße                  |
| Hagenstraße                      | 850                       | Hagen von Tronje, Figur aus dem Nibelungenlied                                                   |                     | Wie einige Straßen in Buschhausen ist die Hagenstraße nach einer Figur aus dem Nibelungenlied benannt, nämlich nach dem Mörder von Siegfried dem Drachentöter, der später von Krimhild erschlagen wird. Die Hagenstraße durchquert Buschhausen in West-Ost-Richtung von der Skagerrakstraße bis zur Friesenstraße, hinter der sie als Schwabenstraße weitergeführt wird. |                                                               |
| Hamborner Allee                  | 350                       | Hamborn, Stadtteil von Duisburg                                                                  | 1936                | Die Hamborner Allee führte bis zum Bau des Emscherschnellwegs (Bundesautobahn 42) von Buschhausen nach Neumühl, das heute zu Duisburg gehört und damals Teil von Hamborn war, und ist danach benannt, bis 1936 hieß sie Duisburger Straße. Heutzutage ist sie eine kurze Stichstraße zur Westmarkstraße südlich der A42, am Westfriedhof. Weiter westlich endet in Duisburg-Neumühl die Oberhausener Allee an der A42. |                                                               |
| Hammerstraße                     | 60                        | Symbol für die eisenverarbeitende Industrie                                                      |                     | Die Hammerstraße ist eine Stichstraße zur Lindnerstraße zwischen der katholischen Kirche St. Josef und ihrem Friedhof, parallel zur Gottfriedstraße. Ihr Name ist der letzte übriggebliebene einer Straßengruppe, die aus Hammerstraße, Amboßstraße, Schlägelstraße, Eisenstraße und Stahlstraße bestand und auf die eisenschaffende und -verarbeitende Industrie im Ruhrgebiet hinwies. |                                                               |
| Hofstraße                        | 770                       | Buschmannshof, alter Bauernhof                                                                   |                     | Die Hofstraße wurde wie das halbwegs parallel verlaufende Buschmannsfeld nach dem bedeutenden Buschhausener Hof, dem Buschmannshof benannt. Sie führt von der Lindnerstraße in drei getrennten Abschnitten bis hinter die Hagelkreuzstraße. Vor der Lindnerstraße trägt sie den Namen Skagerrakstraße. |                                                               |
| Homberger Straße                 | 210                       | Homberg, Stadtteil von Duisburg                                                                  | 1935                | Der Name der Homberger Straße bezieht sich auf ihre Lage nahe der Stadtgrenze zu Duisburg. Sie verbindet Lanterstraße und Beeckstraße. Früher hieß sie Mühlenstraße, nach der Baumeister-Mühle, einer denkmalgeschützten Turmwindmühle von 1848, die sich direkt an der Straße befindet. | „Baumeister-Mühle“ an der Homberger Straße                    |
| Horststraße                      | 270                       | „Horst“, Gesträuch, Dickicht                                                                     |                     | Die Horststraße verbindet Bayern- und Kleestraße im Osten Buschhausens, nahe der Grenze zur Schwarzen Heide. |                                                               |
| Hünxer Straße                    | 600                       | Hünxe, Ort an der Lippe                                                                          |                     | Viele Männer aus Orten an der Lippe haben in Sterkrade Arbeit gefunden und sich dort niedergelassen. Daher sind die Hünxer Straße, die Gartroper Straße und die Neugahlener Straße nach Lippeorten benannt. Die Hünxer Straße führt von der Buschhausener Straße ostwärts über die Emscher in den Forsterbruch, wo sie an der Lattenkampstraße endet. |                                                               |
| In der Emscheraue                | 400                       | Aue der Emscher                                                                                  |                     | Die Eigenheimsiedlung der Westdeutschen Heimbau an der Westmarkstraße neben der A42 liegt in den Wiesengebieten der Emscher und trägt daher diesen Namen. |                                                               |
| Jakobstraße                      | 280                       | Jakob, männlicher Vorname                                                                        |                     | Die Jakobstraße ist die Fortsetzung der Paulsenstraße hinter der Von-Schelling-Straße und führt ein kurzes Stück parallel zum Emscherdamm bis zur Alemannenstraße. Sie ist wohl willkürlich nach dem männlichen Vornamen benannt worden. |                                                               |
| Krimhildstraße                   | 130                       | Krimhild, Figur aus dem Nibelungenlied                                                           |                     | Wie einige Straßen in Buschhausen ist die Krimhildstraße nach einer Figur aus dem Nibelungenlied benannt, nämlich nach der Ehefrau Siegfrieds des Drachentöters. Die Straße ist eine kurze Stichstraße zur Friesenstraße, die eine direkte Fußwegverbindung zur Gudrunstraße aufweist. |                                                               |
| Lanterstraße                     | 560                       | Lantermannshof, alter Bauernhof                                                                  | 1929                | Die Lanterstraße führte früher durch die Felder des Lantermannhofs. Der Name „Lantermann“ bedeutet „Mann an der Landwehr“. Die Lanterstraße liegt im Buschhausener Norden und führt als Verlängerung der Fiskusstraße in Neumühl ostwärts zur Emscher. Auf der gegenüberliegenden Seite endet die Neumühler Straße, dieser Teil der Straße hieß bis zum Bau des Emscherkanals ebenfalls Lanterstraße. Der Teil westlich der Friesenstraße hieß bis 1929 Leihstraße. |                                                               |
| Lattenkampstraße                 | 350                       | Lattenkamphof, alter Bauernhof                                                                   |                     | Die Lattenkampstraße führt im Forsterbruch, dem Osten von Buschhausen auf der rechten Seite der Emscher, von der Forsterbruchstraße zur Beeckerortstraße durch die Felder des Bauern Lattenkamp. |                                                               |
| Lehmbachstraße                   | 300                       | Nordbeeck, ehemaliger lehmiger Bachlauf                                                          |                     | Die Lehmbachstraße ist nach der Nordbeeck benannt, einem ehemaligen Bachlauf der Sterkrader Bruchgebiete, der in diesem Gebiet lehmiges Wasser führte. Der Straßenname ist in Zusammenhang mit der benachbarten Bachstraße zu sehen. Die Lehmbachstraße führt von der Thüringer Straße zur Bachstraße, hinter der sie als Brinkstraße weitergeführt wird. |                                                               |
| Leibnizstraße                    | 180                       | Gottfried Wilhelm Leibniz, 1646–1716, deutscher Philosoph und Forscher                           |                     | Wie einige Straßen in Buschhausen ist die Leibnizstraße nach einem Philosophen benannt worden. Sie führt von der Friesen- zur Diepenbruckstraße. |                                                               |
| Lessingstraße                    | 600                       | Gotthold Ephraim Lessing, 1729–1781, deutscher Dichter und Theologe                              |                     | Die Lessingstraße liegt im südöstlichen Gewerbegebiet und führt kurvenförmig als Verlängerung der Max-Eyth-Straße hinter der Buschhausener Straße zur Lindnerstraße, hinter der sie als Emschertalstraße fortgesetzt wird. |                                                               |
| Lindnerstraße                    | 1900 im Stadtteil         | Gustav Adolf Lindner, 1828–1887, tschechischer Pädagoge                                          |                     | Die Lindnerstraße ist ein alter, bedeutender Straßenzug und durchquert Buschhausen in West-Ost-Richtung aus Neumühl kommend bis in die Neue Mitte. Nach Lindemann & Lindemann ist sie nach dem tschechischen Pädagogen Lindner benannt, ebenso wie die an der Straße gelegene, 1859 gegründete Lindnerschule (seit 2009 Teil der Grundschule Buschhausen). Allerdings trug die Straße früher bereits den Namen Lindersche Straße. An der Lindnerstraße befinden sich neben der Grundschule Buschhausen auch die katholische Kirche St. Josef von 1903 und die Traditionsgaststätte „Alt-Buschhausen“.                                                                                                  | St.-Josef-Kirche an der Lindnerstraße                         |
| Max-Eyth-Straße                  | 1000                      | Max Eyth, 1836–1906, deutscher Schriftsteller und Ingenieur                                      | 1937                | Die Max-Eyth-Straße führt in mehreren Kurven von der Buschhausener Straße durch ein Gewerbegebiet zur Lindnerstraße. Hier haben die STOAG Stadtwerke Oberhausen ihren Sitz. Bis 1937 trug die Straße den Namen Südoberhausener Straße. |                                                               |
| Mecklenburger Straße             | 280 im Stadtteil          | Mecklenburg, ehem. deutsches Land                                                                | um 1945             | Einige Straßen in der Umgebung sind nach deutschen Ländern oder Volksstämmen benannt, so auch die Mecklenburger Straße, die als Verlängerung der Thüringer Straße hinter der Friesenstraße aus der Buschhausener Ortsmitte in die Schwarze Heide führt. Bis zur Emscherverlegung trug sie den Namen Spinozastraße. |                                                               |
| Moosstraße                       | 130                       | Moose, Sporenpflanzen                                                                            |                     | Die Moosstraße ist eine kleine Verbindung zwischen Hagen- und Bachstraße. |                                                               |
| Neugahlener Straße               | 230 im Stadtteil          | Gahlen, Ortsteil von Schermbeck                                                                  |                     | Viele Männer aus Orten an der Lippe haben in Sterkrade Arbeit gefunden und sich dort niedergelassen. Daher sind die Neugahlener Straße, die Gartroper Straße und die Hünxer Straße nach Lippeorten benannt. Die Neugahlener Straße führt aus dem Forsterbruch in Richtung Schwarze Heide. |                                                               |
| Paulsenstraße                    | 220                       | Friedrich Paulsen, 1846–1908, deutscher Philosoph                                                | um 1930             | Wie einige Straßen in Buschhausen ist die Paulsenstraße nach einem Philosophen benannt. Sie führt von der Jakobstraße eckförmig zur Von-Schelling-Straße und war bis etwa 1930 Teil der Jakobstraße. |                                                               |
| Pestalozzistraße                 | 150                       | Johann Heinrich Pestalozzi, 1749–1827, Schweizer Sozialpädagoge                                  |                     | Die Pestalozzistraße verbindet Thüringer Straße und Hagenstraße nahe der Buschhausener Mitte. |                                                               |
| Rosastraße                       | 550                       | willkürliche Namensgebung                                                                        | 1929                | Die Rosastraße verbindet Forsterbruch-, Gartroper und Rothofstraße im Forsterbruch, dem Osten Buschhausens auf der rechten Seite der Emscher, miteinander. Ihr heutiger Name ist eine Anlehnung an den ehemaligen Namen Rosenstraße. |                                                               |
| Rothofstraße                     | 900                       | Große Rothof, alter Bauernhof                                                                    | 1937                | Der Große Rothof war ein Bauernhof im Forsterbruch, dem Osten von Buschhausen auf der rechten Seite der Emscher. Bis 1937 war die Straße, die den Süden des Forsterbruchs und den Grafenbusch erschließt, in Kleinerothofstraße und Großerothofstraße aufgeteilt. |                                                               |
| Rückertstraße                    | 100                       | Friedrich Rückert, 1788–1866, deutscher Dichter                                                  | 1929                | Die Rückertstraße ist eine kurze Stichstraße zur Simrockstraße. In Anlehnung daran ist sie nach dem Dichter benannt worden, denn Simrock war ebenfalls ein Germanist und Lyriker, der sich wiederum intensiv mit dem Nibelungenlied beschäftigt hat. Das stellt eine Verbindung zur großen Straßengruppe der Namen von Figuren des Nibelungenlieds dar. Bis 1929 hieß die Straße Gustavstraße. |                                                               |
| Schleiermacherstraße             | 180                       | Friedrich Schleiermacher, 1768–1834, deutscher Philosoph und Theologe                            |                     | Einige Straßen in der Umgebung sind nach Philosophen benannt, so auch die Schleiermacherstraße zwischen Friesen- und Diepenbruckstraße. |                                                               |
| Schopenhauerstraße               | 140                       | Arthur Schopenhauer, 1788–1860, deutscher Philosoph                                              |                     | Wie einige Straßen in der Umgebung ist die Schopenhauerstraße nach einem Philosophen benannt. Sie führt von der Von-Schelling-Straße zur Schwabenstraße. |                                                               |
| Schwabenstraße                   | 170                       | Schwaben, ehem. deutsches Land                                                                   | um 1945             | Einige Straßen in der Umgebung tragen die Namen von deutschen Ländern oder Volksgruppen. Die Schwabenstraße war bis zur Verlegung des Emscherkanals Teil der Bayernstraße, liegt heute getrennt von ihr auf der linken Seite der Emscher zwischen Hagen- und Jakobstraße. Bis 1909 hieß sie Sterkradestraße. |                                                               |
| Siegfriedstraße                  | 70                        | Siegfried der Drachentöter, Figur aus dem Nibelungenlied                                         | 1936                | Wie einige Straßen in Buschhausen ist auch die kleine Siegfriedstraße nach einer Figur aus dem Nibelungenlied benannt, nämlich nach dem legendären Siegfried, dem Drachentöter. Die Straße ist eine Stichstraße zur Siegmundstraße und hieß bis 1936 Johannstraße. |                                                               |
| Siegmundstraße                   | 90                        | Siegmund, männlicher Vorname                                                                     | 1937                | Die Siegmundstraße ist zusammen mit der Siegfriedstraße benannt worden und daher vermutlich in Anlehnung an sie. Sie ist eine Stichstraße zur Simrockstraße und hieß bis 1937 Schillerstraße. |                                                               |
| Simrockstraße                    | 450                       | Karl Simrock, 1802–1876, deutscher Germanist und Lyriker                                         | 1937                | Die Simrockstraße verbindet die Lanterstraße mit der Thüringer Straße. Sie hieß bis 1937 Uhlandstraße und trägt seitdem den Namen des Philologen Simrock, der die erfolgreichste Übersetzung des Nibelungenlieds publizierte, was eine Verbindung zur großen Straßen-Themengruppe der Namen von Figuren aus dem Nibelungenlied darstellt. |                                                               |
| Skagerrakstraße                  | 650                       | Skagerrakschlacht, Schlacht im Ersten Weltkrieg                                                  | 1937                | Die Skagerrakstraße liegt im Westen von Buschhausen zwischen Thüringer Straße und Lindnerstraße, hinter der sie als Hofstraße fortgesetzt wird. Sie hieß bis 1937 Verbindungsstraße und wurde dann während der Zeit des Nationalsozialismus in Erinnerung an die Seeschlacht, bei der die deutsche Flotte einen Achtungserfolg über die britische Flotte erzielte, Skagerrakstraße genannt. 1912 wurde hier der Bahnhof Buschhausen eröffnet, der seit 1983 nicht mehr im Personennahverkehr bedient wird. Die Bahnstrecke ist inzwischen stillgelegt und dient als Fahrrad- und Fußweg „Grüner Pfad“.                                                                                                 |                                                               |
| Thüringer Straße                 | 700                       | Thüringen, deutsches Land                                                                        | 1936                | Einige Straßen in der Umgebung tragen ihre Namen nach einem deutschen Land oder einer deutschen Volksgruppe, so auch die Thüringer Straße. Sie führt aus Neumühl, wo sie Otto-Hahn-Straße heißt, in die Buschhausener Mitte zur Friesenstraße, hinter der sie als Mecklenburger Straße fortgesetzt wird. Diese Kreuzung ist das Zentrum Buschhausens, hier befindet sich auch die Grundschule Buschhausen und die Bushaltestelle „Buschhausen Mitte“. An der Thüringer Straße, Kreuzung Lehmbachstraße, liegt die evangelische Lutherkirche Buschhausen. Bis 1936 hieß die Straße Hambornstraße. | Lutherkirche an der Thüringer Straße                          |
| Von-Schelling-Straße             | 190                       | Friedrich Wilhelm von Schelling, 1775–1854, deutscher Philosoph                                  |                     | Wie einige Straßen in Buschhausen ist die Von-Schelling-Straße nach einem Philosophen benannt. Sie verbindet Mecklenburger und Jakobstraße. |                                                               |
| Westmarkstraße                   | 1100                      | „Westmark“, Waldgebiet im Westen von Buschhausen                                                 |                     | Die Westmark war das Waldgebiet, das die Rodungsstellen von Buschhausen und Hamborn voneinander trennte („Mark“ = Grenze) und gleichzeitig Schutz von außen bot. Die Westmarkstraße führt durch die alte Westmark von der Lindnerstraße südwärts nach Lirich. Nach Lindemann & Lindemann hieß sie bis 1937 zwischen Lindner- und Hagelkreuzstraße Wilmsstraße, zwischen Kanal und Hagelkreuzstraße Liricher Straße. Allerdings trug die Brücke über den Kanal den Namen Wilmsbrücke, die dortige Verlängerung der Westmarkstraße heißt heute noch Wilmsstraße und dort befand sich auch der alte Liricher Wilmshof, was es wahrscheinlicher macht, dass das südliche Stück den Namen Wilmsstraße trug. |                                                               |
| Wolframstraße                    | 50 im Stadtteil           | Wolfram, männlicher Vorname                                                                      |                     | Die Wolframstraße führt von der Skagerrakstraße westwärts unter der Autobahn her nach Neumühl, wo sie an der Otto-Hahn-Straße endet. |                                                               |

## Liste nicht mehr vorhandener Straßen
Die Liste nicht mehr vorhandener Straßen führt einige, in der Übersicht erwähnte, vormalige oder gelöschte Straßennamen auf. Sie erhebt keinen Anspruch auf Vollständigkeit.
| Name                    | von  | bis               | umbenannt in (aktuell)                                  | Herleitung                                                                                      | Bemerkungen |
| ----------------------- | ---- | ----------------- | ------------------------------------------------------- | ----------------------------------------------------------------------------------------------- | --- |
| Amboßstraße             |      |                   | eingezogen                                              | Amboss, Werkzeug zur Eisenverarbeitung                                                          | Die Amboßstraße bildete gemeinsam mit der Eisenstraße, der Hammerstraße, der Schlägelstraße und der Stahlstraße die Themengruppe der Namen mit Bezug zur eisenverarbeitenden Industrie. Sie lag zwischen Hammerstraße und Emschertalstraße, parallel zur Lindnerstraße, und wurde nach der Eingemeindung in Elskampstraße umbenannt. 1956 wurde sie eingezogen. |
| Baltesstraße            | 1935 | 1973              | eingezogen                                              | Balteshof, ehem. Bauernhof                                                                      | Die Baltesstraße hieß bis 1935 Kurze Straße. Sie befand sich im heutigen Industriegebiet West 1. |
| Bergmannstraße          |      | 1908              | → Buschmannsfeld                                        |                                                                                                 | Die Bergmannstraße war der südliche Teil des heutigen Buschmannfelds ab der Kreuzung Am Winningshof. |
| Brückenstraße           |      | 1908              | eingezogen                                              | lag nahe der alten Emscherbrücke                                                                | |
| Concordiastraße         |      |                   | eingezogen                                              |                                                                                                 | Die Concordiastraße verlief parallel zur heutigen Westmarkstraße von der Hagelkreuzstraße zum katholischen Friedhof St. Josef. |
| Duisburger Straße       |      | 1936              | → Hamborner Allee                                       | führte aus Buschhausen nach Duisburg                                                            | |
| Eisenstraße             |      |                   | unbekannt                                               | Eisen, Symbol für die eisenverarbeitende Industrie                                              | Die Eisenstraße bildete gemeinsam mit der Amboßstraße, der Hammerstraße, der Schlägelstraße und der Stahlstraße die Themengruppe der Namen mit Bezug zur eisenverarbeitenden Industrie. Ihre genaue Lokalisierung ist heute unbekannt. |
| Elskampstraße           |      | 1956              | eingezogen                                              | „Im Elskamp“, alte Katasterbezeichnung                                                          | Die Elskampstraße hieß vor der Eingemeindung Amboßstraße. Sie befand sich zwischen Hammer- und Emschertalstraße, parallel zur Lindnerstraße. |
| Emscherstraße           |      | nach 1903         | → Emschertalstraße                                      | Emscher, Fluss                                                                                  | |
| Ernst-Weinstein-Straße  | 1937 | 1945              | → Friesenstraße                                         | Ernst Weinstein, † 1930, SA-Mann aus Buschhausen (in Stuttgart von einem Kommunisten erstochen) | Die Straße hieß ursprünglich Nordoberhausener Straße, dann zwischen 1933 und 1937 Friesenstraße, seit 1937 Ernst-Weinstein-Straße und ab 1945 wieder Friesenstraße. |
| Friedenstraße           |      | 1935              | → Gottfriedstraße                                       | Bezug zum angrenzenden Friedhof St. Josef wahrscheinlich                                        | |
| Grenzweg                |      | 1903              | → Beerenstraße                                          | Grenze zwischen den Ämtern Holten (Biefang) und Beeck (Buschhausen)                             | |
| Großerothofstraße       |      | 1937              | → Rothofstraße                                          | Große Rothof, alter Bauernhof                                                                   | 1937 wurden Großerothofstraße und Kleinerothofstraße zur Rothofstraße zusammengefasst. |
| Güntherstraße           |      | 1973              | eingezogen                                              |                                                                                                 | Die Güntherstraße lag an der Feldstraße im heutigen Industriegebiet West 1. |
| Gustavstraße            |      | 1929              | → Rückertstraße                                         | Gustav, männlicher Vorname                                                                      | |
| Hagemannstraße          |      | 1973              | eingezogen                                              | Hagemannshof, ehem. Bauernhof                                                                   | Die Hagemannstraße führte von der Kanalbrücke der Buschhausener Straße aus zur Max-Eyth-Straße und ist 1973 zusammen mit einem Teil der Hagelkreuzstraße aufgrund des Baus der Bundesautobahn 42 weggefallen. |
| Hambornstraße           |      | 1936              | → Thüringer Straße                                      | führte von Buschhausen nach Hamborn                                                             | |
| Holthausstraße          | 1936 | 1973              | eingezogen                                              | Holthaushof, ehem. Bauernhof                                                                    | Die Holthausstraße lag an der heutigen Auffahrt „Oberhausen-Buschhausen“ zur Bundesautobahn 42, von der sie überbaut und daher eingezogen wurde. Vor 1936 hieß sie Siegfriedstraße. |
| Johannstraße            |      | 1936              | → Siegfriedstraße                                       | Johann, männlicher Vorname                                                                      | |
| Kleinerothofstraße      |      | 1937              | → Rothofstraße                                          | Kleine Rothof, alter Bauernhof                                                                  | 1937 wurden Großerothofstraße und Kleinerothofstraße zur Rothofstraße zusammengefasst. |
| Kurze Straße            |      | 1935              | eingezogen                                              |                                                                                                 | Nach 1935 hieß die Straße zunächst Baltesstraße. |
| Leihstraße              |      | 1929              | → Lanterstraße                                          | Leihgraben, ehem. Bachlauf                                                                      | Der westliche Teil der Leihstraße heißt heute Fiskusstraße und liegt auf Neumühler Gebiet, der östliche Teil (bis Friesenstraße) wurde 1929 mit der Lanterstraße (damals noch zwischen Friesen- und Hülskathstraße) vereinigt. |
| Lindersche Straße       |      |                   | → Lindnerstraße                                         |                                                                                                 | |
| Liricher Straße         |      | 1937              | → Westmarkstraße                                        | führte von Buschhausen nach Lirich                                                              | Es ist unklar, welcher Teil der Westmarkstraße vor 1937 Liricher Straße hieß. Nach Lindemann & Lindemann handelt es sich um den Abschnitt südlich der Hagelkreuzstraße. Dieser wurde 1937 mit der Wilmsstraße zur Westmarkstraße zusammengefasst. |
| Ludendorffstraße        | 1918 | 1945              | → Buschhausener Straße                                  | Erich Ludendorff, 1865–1937, deutscher General und Politiker                                    | Vor 1918 trug die Straße den Namen Mathildenstraße. Den Namen Mathilde trug auch Ludendorffs Ehefrau. Möglicherweise besteht ein Zusammenhang. |
| Marktplatz Buschhausen  | 1932 | 1937              | eingezogen                                              | ehemaliger Ort des Buschhausener Wochenmarkts                                                   | Hier befindet sich heute das Stadion von TuS und SC Buschhausen. |
| Mathildestraße          |      | 1918              | → Buschhausener Straße                                  | Mathilde, weiblicher Vorname                                                                    | Nach 1918 hieß die Straße zunächst Ludendorffstraße. Den Namen Mathilde trug auch Ludendorffs Ehefrau. Möglicherweise besteht ein Zusammenhang. |
| Mühlenstraße            |      | 1935              | → Homberger Straße                                      | Baumeister-Mühle, alte Turmwindmühle von 1848                                                   | |
| Nordoberhausener Straße |      | 1933              | → Friesenstraße                                         | führte aus Buschhausen nach Oberhausen                                                          | Vermutlich bildeten die heutige Friesenstraße und die heutige Max-Eyth-Straße (bis 1937 Südoberhausener Straße) ursprünglich einen durchgehenden Straßenzug (Oberhausener Straße?), der von Buschhausen nach Oberhausen führte und später durch die Bahnstrecke Duisburg-Ruhrort–Dortmund getrennt wurde. Die beiden Teilstücke wurden danach folgerichtig Nord- und Südoberhausener Straße genannt. 1933 erhielt die Straße den Namen Friesenstraße, trug allerdings zwischen 1937 und 1945 den Namen Ernst-Weinstein-Straße. |
| Ostropstraße            |      | 1950              | eingezogen                                              | Schulte-Ostrop, ehem. Bauernhof und Brennerei                                                   | Die Ostropstraße führte im Forsterbruch von der Rothofstraße aus zum Hof Schulte-Ostrop. Sie wurde bei der Verlegung des Emscherkanals unterbrochen und eingezogen. |
| Rosenstraße             |      | 1929              | → Rosastraße                                            | Rosen, Blumengattung                                                                            | |
| Schillerstraße          |      | 1937              | → Siegmundstraße                                        | Friedrich Schiller, 1759–1805, deutscher Dichter und Philosoph                                  | |
| Schlägelstraße          |      |                   | unbekannt                                               | Schlägel, Symbol für die eisenverarbeitende Industrie                                           | Die Schlägelstraße bildete gemeinsam mit der Amboßstraße, der Eisenstraße, der Hammerstraße und der Stahlstraße die Themengruppe der Namen mit Bezug zur eisenverarbeitenden Industrie. Ihre genaue Lokalisierung ist heute unbekannt. |
| Siegfriedstraße         |      | 1936              | eingezogen                                              | Siegfried der Drachentöter, Figur aus dem Nibelungenlied                                        | Die Siegfriedstraße hieß nach 1936 zunächst Holthausstraße. |
| Spießstraße             |      | 1973              | eingezogen                                              |                                                                                                 | Die Spießstraße führte früher von der Lindnerstraße zur Max-Eyth-Straße. Heute liegt hier das Busdepot der STOAG. |
| Spinozastraße           |      | 1945 (spätestens) | → Mecklenburger Straße                                  | Baruch de Spinoza, 1632–1677, niederländischer Philosoph                                        | Die Spinozastraße gehört zur großen Themengruppe der Namen von Philosophen. Mit dem Bau des Emscherkanals wurde eine neue Straßenführung notwendig, weshalb die Spinozastraße mit der Fortführung der Mecklenburger Straße überbaut wurde. Es erscheint allerdings unwahrscheinlich, das während der Zeit des Nationalsozialismus die Straße weiterhin den Namen eines sephardischen Juden getragen hat. |
| Stahlstraße             |      |                   | unbekannt                                               | Stahl, Werkstoff aus Eisen                                                                      | Die Stahlstraße bildete gemeinsam mit der Amboßstraße, der Eisenstraße, der Hammerstraße und der Schlägelstraße die Themengruppe der Namen mit Bezug zur eisenverarbeitenden Industrie. Ihre genaue Lokalisierung ist heute unbekannt. |
| Sterkradestraße         |      | 1909              | aufgeteilt zwischen → Bayernstraße und → Schwabenstraße | führte aus Buschhausen nach Sterkrade                                                           | Zunächst wurde die Sterkradestraße mit der Buschhausenstraße (in der Schwarzen Heide) zur Bayernstraße zusammengefasst. Beim Bau des Emscherkanals wurde der südliche Teil abgetrennt und erhielt den Namen Schwabenstraße. |
| Südoberhausener Straße  |      | 1937              | → Max-Eyth-Straße                                       | führte aus Buschhausen nach Oberhausen                                                          | Vermutlich bildeten die heutige Max-Eyth-Straße und die heutige Friesenstraße (bis 1937 Nordoberhausener Straße) ursprünglich einen durchgehenden Straßenzug (Oberhausener Straße?), der von Buschhausen nach Oberhausen führte und später durch die Bahnstrecke Duisburg-Ruhrort–Dortmund getrennt wurde. Die beiden Teilstücke wurden danach folgerichtig Nord- und Südoberhausener Straße genannt. |
| Theodorstraße           |      | nach 1945         | eingezogen                                              |                                                                                                 | Die Theodorstraße lag an der Thüringer Straße zwischen Gudrun- und Siegfriedstraße und führte zum Marktplatz Buschhausen. Heute liegt hier das Stadion von TuS und SC Buschhausen. |
| Tiefenbruchstraße       |      | 1914              | → Diepenbruckstraße                                     | tiefes, nasses Gelände                                                                          | „Diepenbruck“ ist die niederdeutsche Form von „Tiefenbruch“. |
| Uhlandstraße            |      | 1937              | → Simrockstraße                                         | Ludwig Uhland, 1787–1862, deutscher Dichter                                                     | |
| Wilmsstraße             |      | 1937              | → Westmarkstraße                                        | Wilmshof, alter Bauernhof in Lirich                                                             | Es ist unklar, welcher Teil der Westmarkstraße vor 1937 Wilmsstraße hieß. Nach Lindemann & Lindemann handelt es sich um den Abschnitt nördlich der Hagelkreuzstraße. Dieser wurde 1937 mit der Liricher Straße zur Westmarkstraße zusammengefasst. |
| Zum Wald                |      | 1949              | eingezogen                                              | Grafenbusch, Waldgebiet                                                                         | Die Straße Zum Wald zweigte früher von der Eichenstraße in den Grafenbusch ab. |